# Герхард Шмидхубер
Герхард Шмидхубер (на немски: Gerhard Schmidhuber) (1894 – 1945) е немски генерал-майор през Втората световна война.
Роден в Дрезден, Кралство Саксония, Шмидхубер е командващ – офицер 13-а танкова дивизия през Втората световна война. По време на германската Окупация над Унгария през 1944 г. Шмидхубер е главнокомандващ на немската армия в тази страна. В това си качество, той вероятно е подкрепял шведският дипломат Раул Валенберг, който е спасил хиляди евреи от унищожение по време на Холокоста. Умира в на 50 г. в Битката за Будапеща през 1945 г.

## Награди
- Германски кръст – златен (28 февруари 1944 г.)
- Железен кръст – II и I степен
- Рицарски кръст с дъбови листа
  - Носител на Рицарски кръст (13 октомври 1943 г.)
  - Носител на дъбови листа (21 януари 1945 г.)